# Tirreno-Adriatico 1989
La Tirreno-Adriatico 1989, ventiquattresima edizione della corsa, si svolse dal 9 al 15 marzo 1989 su un percorso di 1072,5 km, suddiviso su 7 tappe. La vittoria fu appannaggio dello svizzero Tony Rominger, che completò il percorso in 28h37'50", precedendo il tedesco Rolf Gölz e il francese Charles Mottet.
I corridori che partirono da Bacoli furono 203, mentre coloro che tagliarono il traguardo a San Benedetto del Tronto furono 158.

## Tappe
| Tappa  | Data     | Percorso                                                                | km     | Vincitore di tappa | Leader cl. generale |
| ------ | -------- | ----------------------------------------------------------------------- | ------ | ------------------ | ------------------- |
| 1ª     | 9 marzo  | Bacoli > Bacoli (cron. individuale)                                     | 10,6   | Stefano Allocchio  | Stefano Allocchio   |
| 2ª     | 10 marzo | Bacoli > Latina                                                         | 215,5  | Urs Freuler        | Urs Freuler         |
| 3ª     | 11 marzo | Latina > Frosinone                                                      | 216    | Michael Wilson     | Michael Wilson      |
| 4ª     | 12 marzo | Cerro al Volturno > Atri                                                | 200    | Erich Mächler      | Erich Mächler       |
| 5ª     | 13 marzo | Atri > Monte Urano                                                      | 238    | Rolf Gölz          | Tony Rominger       |
| 6ª     | 14 marzo | Grottammare > Osimo                                                     | 174    | Charles Mottet     | Tony Rominger       |
| 7ª     | 15 marzo | San Benedetto del Tronto > San Benedetto del Tronto (cron. individuale) | 18,3   | Lech Piasecki      | Tony Rominger       |
| Totale | Totale   | Totale                                                                  | 1072,5 |                    |                     |

## Dettagli delle tappe

### 1ª tappa
- 9 marzo: Bacoli > Bacoli – (cron. individuale) – 10,6 km

Risultati
| Pos. | Corridore         | Squadra     | Tempo  |
| ---- | ----------------- | ----------- | ------ |
| 1    | Stefano Allocchio | Malvor-Sidi | 14'03" |
| 2    | Urs Freuler       | Panasonic   | a 4"   |
| 3    | Danilo Gioia      | Atala       | a 5"   |

| Pos. | Corridore         | Squadra     | Tempo |
| ---- | ----------------- | ----------- | ----- |
| 1    | Stefano Allocchio | Malvor-Sidi |       |

### 2ª tappa
- 10 marzo: Bacoli > Latina – 215,5 km

Risultati
| Pos. | Corridore         | Squadra     | Tempo    |
| ---- | ----------------- | ----------- | -------- |
| 1    | Urs Freuler       | Panasonic   | 5h28'55" |
| 2    | Rolf Gölz         | Superconfex | s.t.     |
| 3    | Silvio Martinello | Atala       | s.t.     |

| Pos. | Corridore   | Squadra   | Tempo |
| ---- | ----------- | --------- | ----- |
| 1    | Urs Freuler | Panasonic |       |

### 3ª tappa
- 11 marzo: Latina > Frosinone – 216 km

Risultati
| Pos. | Corridore          | Squadra    | Tempo    |
| ---- | ------------------ | ---------- | -------- |
| 1    | Michael Wilson     | Helvetia   | 5h44'23" |
| 2    | Maurizio Fondriest | Del Tongo  | a 2"     |
| 3    | Angelo Canzonieri  | Pepsi Cola | s.t.     |

| Pos. | Corridore      | Squadra  | Tempo |
| ---- | -------------- | -------- | ----- |
| 1    | Michael Wilson | Helvetia |       |

### 4ª tappa
- 12 marzo: Cerro al Volturno > Atri – 200 km

Risultati
| Pos. | Corridore     | Squadra      | Tempo    |
| ---- | ------------- | ------------ | -------- |
| 1    | Erich Mächler | Carrera      | 5h16'21" |
| 2    | Tony Rominger | Chateau d'Ax | s.t.     |
| 3    | Pëtr Ugrjumov | Alfa Lum     | s.t.     |

| Pos. | Corridore     | Squadra | Tempo |
| ---- | ------------- | ------- | ----- |
| 1    | Erich Mächler | Carrera |       |

### 5ª tappa
- 13 marzo: Atri > Monte Urano – 238 km

Risultati
| Pos. | Corridore      | Squadra      | Tempo    |
| ---- | -------------- | ------------ | -------- |
| 1    | Rolf Gölz      | Superconfex  | 6h25'00" |
| 2    | Tony Rominger  | Chateau d'Ax | s.t.     |
| 3    | Charles Mottet | R.M.O.       | a 10"    |

| Pos. | Corridore     | Squadra      | Tempo |
| ---- | ------------- | ------------ | ----- |
| 1    | Tony Rominger | Chateau d'Ax |       |

### 6ª tappa
- 14 marzo: Grottammare > Osimo – 174 km

Risultati
| Pos. | Corridore      | Squadra      | Tempo    |
| ---- | -------------- | ------------ | -------- |
| 1    | Charles Mottet | R.M.O.       | 5h06'17" |
| 2    | Tony Rominger  | Chateau d'Ax | s.t.     |
| 3    | Rudy Dhaenens  | PDM          | a 7"     |

| Pos. | Corridore     | Squadra      | Tempo |
| ---- | ------------- | ------------ | ----- |
| 1    | Tony Rominger | Chateau d'Ax |       |

### 7ª tappa
- 15 marzo: San Benedetto del Tronto > San Benedetto del Tronto – (cron. individuale) – 18,3 km

Risultati
| Pos. | Corridore      | Squadra      | Tempo  |
| ---- | -------------- | ------------ | ------ |
| 1    | Lech Piasecki  | Malvor-Sidi  | 22'47" |
| 2    | Tony Rominger  | Chateau d'Ax | a 3"   |
| 3    | Sergej Uslamin | Alfa Lum     | a 12"  |

| Pos. | Corridore      | Squadra      | Tempo     |
| ---- | -------------- | ------------ | --------- |
| 1    | Tony Rominger  | Chateau d'Ax | 28h37'50" |
| 2    | Rolf Gölz      | Superconfex  | a 34"     |
| 3    | Charles Mottet | R.M.O.       | a 44"     |

## Classifiche finali

### Classifica generale - Maglia azzurra
| Pos. | Corridore          | Squadra      | Tempo     |
| ---- | ------------------ | ------------ | --------- |
| 1    | Tony Rominger      | Chateau d'Ax | 28h37'50" |
| 2    | Rolf Gölz          | Superconfex  | a 34"     |
| 3    | Charles Mottet     | R.M.O.       | a 44"     |
| 4    | Jesper Skibby      | TVM          | a 59"     |
| 5    | Michael Wilson     | Helvetia     | a 1'14"   |
| 6    | Greg LeMond        | ADR-Santini  | a 1'40"   |
| 7    | Sean Kelly         | PDM          | a 1'50"   |
| 8    | Erich Mächler      | Carrera      | a 1'51"   |
| 9    | Rudy Dhaenens      | PDM          | a 1'52"   |
| 10   | Maurizio Fondriest | Del Tongo    | a 1'53"   |